# اللاسلطوية في نيجيريا
تعود جذور اللاسلطوية في نيجيريا إلى تنظيم العديد من المجتمعات من دون دولة التي سادت نيجيريا ما قبل الاستعمار، وخاصة بين شعب الإيغبو. أصبحت النقابية الثورية عاملًا رئيسيًا في المقاومة المناهضة للاستعمار بعد الاستعمار البريطاني لنيجيريا؛ وذلك على الرغم من أن الحركة النقابية تخلت عن التطرف واتخذت نهجًا أكثر إصلاحية بعد استقلال البلاد. ظهرت الحركة اللاسلطوية النيجيرية المعاصرة أخيرًا من المعارضة اليسارية للديكتاتورية العسكرية في أواخر ثمانينات القرن العشرين، وشهدت تأسيس رابطة الوعي.

## تاريخ
عاش العديد من شعوب نيجيريا ما قبل الاستعمار في مجتمعات من دون دولة؛ وذلك باستثناء الشمال الذي خصع لسيطرة خلافة صكتو إلى حد كبير. قال اللاسلطوي النيجيري سام مباه إن هذه المجموعات من دون دولة شملت شعوب الإيغبو، وبيروم، والأنغاس، والإيدوما، والإيكوي، والإيبيبيو، والإيجاو، والأورهوبو والتيف. حظي شعب الإيغبو باهتمام خاص، إذ كان تنظيمهم السياسي يعتمد على نظام حكم جمهوري شبه ديمقراطي. كفل هذا النظام المساواة بين مواطنيه في المجتمعات المتماسكة، وذلك على عكس النظام الإقطاعي الذي يحكم فيه الملك على الرعايا.
كانت مجتمعات الإيغبو وحكومات المناطق تُحكَم بأغلبية ساحقة فقط من قبل مجلس استشاري جمهوري من عامة الناس؛ وذلك باستثناء عدد قليل من مدن الإيغبو البارزة مثل أونيتشا، التي كان يحكمها ملوك يُعرَفون بالأوبي، وأماكن مثل مملكة نري وأروشوكو، التي كان يحكمها ملوك كهنة. خضعت المجتمعات وإدارتها عادةً لحكم مجلس يضم كبار السن (مجلس الحكماء). تميز الحكم الاستعماري البريطاني بالصراعات المفتوحة والكثير من التوتر، وذلك نظرًا لعدم توافق أسلوب حكومة الإيغبو اللامركزي والنظام المركزي، الذي يشمل تعيين الحكماء بالوكالة المطلوبين للحكم غير المباشر. انخفض التنوع داخل كل مجموعة من المجموعات العرقية الرئيسية في نيجيريا ببطء في ظل الحكم الاستعماري البريطاني؛ وأصبحت الفروق بين شعب الإيغبو والمجموعات العرقية الكبيرة الأخرى، مثل الهوسا واليوروبا، أكثر وضوحًا.

### الحركة العمالية النيجيرية الأولى
بدأت الحركة العمالية النيجيرية في تشكيل نفسها فور دخول الرأسمالية البريطانية إلى المنطقة. تزايدت الاحتجاجات خلال أوائل القرن العشرين ردًا على فرض عقود العمل، التي ألزمت العمل دون أي أحكام خاصة بحقوق العمال. أصبح العمال النيجيريون على دراية بالفوارق العرقية التي ظهرت في نيجيريا المستعمرة، حيث كان العمال الأوروبيون يكسبون أكثر من الأفارقة مقابل العمل نفسه. ساءت الظروف خلال فترة الكساد الكبير، ففرضت الحكومة الاستعمارية ضرائب مباشرة على العمال النيجيريين وحولت العمالة الدائمة إلى مياومة. أشعلت شائعات فرض ضرائب على نساء الإيغبو ثورة نسائية ضخمة نظمتها النساء ونفذتها، وهي حرب نساء آبا الشهيرة. ألهمت كتابات نامدي أزيكيوي المناهضة للاستعمار العمال النيجيريين الذين أصبحوا أكثر تطرفًا خلال ثلاثينات القرن العشرين، وذلك بهدف إنهاء الحكم الاستعماري البريطاني من خلال الصراع الطبقي.
برزت النقابية بقيادة مايكل إيمودو، الذي قاد نقابة عمال السكك الحديدية خلال الإضرابات الأولى في البلاد، وبلغت ذروتها في الإضراب العام النيجيري عام 1945. لم تؤدي الإضرابات اللاحقة إلا إلى تعزيز الحركة العمالية، التي شهدت ارتفاع الوعي الطبقي وظهور أفكار مناهضة للرأسمالية والدولة، وذلك بالإضافة إلى استخدام تكتيكات أكثر تشددًا مثل التخريب. بدأت النقابات العمالية تلعب دورًا قويًا كموازنة للاحتكارات التجارية التي تحتفظ بها الشركات متعددة الجنسيات مثل يونيليفر، بل واستمرت في الدعوة إلى تأميم الاقتصاد النيجيري.
بدأ قادة النقابات العمالية في نهاية المطاف في إقامة تحالفات رسمية مع الأحزاب السياسية القومية، حتى أن ميخائيل كرودر وصف المجلس الوطني لنيجيريا والكاميرون بأنه «اتحاد نقابات عمالية». ظل النظام الرأسمالي قائمًا بعد الاستقلال، على الرغم من أن الحركة العمالية ساهمت إلى حد كبير في استقلال نيجيريا. فقدت الحركة العمالية النيجيرية إلى حد كبير ميولها النقابية الثورية مع تحقيق استقلال البلاد، وذلك مع اتخاذ العديد من النقابات العمالية خطوطًا إصلاحية وطبقية تعاونية.

### الحركة اللاسلطوية النيجيرية المعاصرة
بدأت المعارضة اليسارية للمجلس العسكري في الانخراط في نقاش حول مستقبل نيجيريا خلال هذه الفترة من الحكم العسكري. نشر أعضاء مؤتمر العمال النيجيري بيانًا يقترح الاشتراكية كخيار قابل للتطبيق لمستقبل الحياة الاقتصادية والسياسية في نيجيريا، داعيًا إلى سيطرة العمال على وسائل الإنتاج. برزت اللاسلطوية أيضًا من هذه المناقشات، وذلك مع إنشاء تحالف يساري يسمى الفأس في جامعة إبادان في عام 1983. طور تحالف الفأس ميولًا لاسلطوية، ونشر عددًا من الدوريات، ولكن المجموعة حُلَّت في النهاية خلال الأزمة التي مر بها اليسار النيجيري في أواخر ثمانينات القرن العشرين.
تأسست رابطة الوعي في الوقت نفسه كمجموعة دراسية في جامعة نيجيريا، حيث جمعت تحالفًا واسعًا من أتباع الماركسية والتروتسكية ونشطاء حقوق الإنسان واليساريين. اهتمت الرابطة خلال دراستهم بشكل خاص بكتاب نظرة على اللينينية من تأليف رون تابور، وهو كتاب ينتقد الماركسية اللينينية واشتراكية الدولة. بدأ العديد من الناشطين اليساريين النيجيريين في إعادة النظر في التزاماتهم تجاه الماركسية مع قدوم ثورات عام 1989، مما دفع رابطة الوعي إلى اعتناق السياسة اللاسلطوية رسميًا في عام 1990، وهكذا نمت رابطة الوعي من مجموعة دراسة صغيرة إلى منظمة لاسلطوية واسعة النطاق تضم حوالي 1000 عضو موزعين في كل ولاية جنوبية، بالإضافة إلى ثلاث ولايات شمالية، واعتُرِفَ بها في النهاية باعتبارها الفرع النيجيري من رابطة العمال العالمية - رابطة عمال الصناعة والتجارة العالمية.
كانت رابطة الوعي من بين المجموعات التقدمية التي دعمت المرشح الديمقراطي الاشتراكي موشود آبيولا خلال الانتخابات الرئاسية النيجيرية لعام 1993، معتقدة أن «تشكيل حكومة يسار الوسط هو شرط أساسي لنشر ومسعى النضال والمثل النقابية الاشتراكية اللاسلطوية». ألغى إبراهيم بابنغيدا نتائج الانتخابات، على الرغم من فوز آبيولا على المرشح الموالي للجيش بشير توفا، مما تسبب في احتجاجات واسعة النطاق واضطرابات سياسية أدت في النهاية إلى استقالة بابنغيدا وتشكيل حكومة مؤقتة مكانه. أُطيحَ بالجمهورية النيجيرية الثالثة الناشئة على يد ساني أباتشا في انقلاب عام 1993 في نيجيريا، واستُعيد الحكم العسكري على نيجيريا. أكدت رابطة الوعي من جديد رفضها للحكم العسكري، واستأنفت تعاونها مع المنظمات اليسارية الأخرى من أجل مقاومة الحكومة الجديدة.
بلغ النضال ضد الدكتاتورية ذروته في عام 1994، وذلك عندما دعا عمال النفط إلى الإضراب للمطالبة بإنهاء الدكتاتورية العسكرية. انضمت رابطة الوعي والنقابات العمالية الأخرى إلى الإضراب، مما أدى إلى توقف الحياة الاقتصادية حول لاغوس والجنوب الغربي. أُلغي أضراب مهدد في يوليو، فأعاد حزب المؤتمر الوطني النظر في الإضراب العام في أغسطس بعد أن فرضت الحكومة شروطًا على إطلاق سراح آبيولا. أقالت الحكومة قيادة مؤتمر العمال الوطني والنقابات النفطية في 17 أغسطس 1994، ووضعت النقابات تحت إشراف إداريين معينين، واعتقلت فرانك كوكوري وغيره من القادة العماليين. قال سام مباه: «لم يسبق أن اقتربت الدولة النيجيرية من التفكك منذ الحرب الأهلية في الستينات».
بدأ خليفة ساني أباتشا بعد وفاته في عام 1998عملية الانتقال إلى الحكم الديمقراطي، وأسس الجمهورية النيجيرية الرابعة. تُركت العديد من المجموعات المجتمعية والمنظمات اليسارية حينها دون مواجهة العدو المشترك المتمثل في الحكم العسكري في أعقاب التحول الديمقراطي، الأمر الذي أدى إلى دفع بعضها، بما في ذلك رابطة الوعي، إلى البدء في التفكك. نشر سام مباه وآي. إي إيغاريوي خلال هذه الفترة كتابهم بعنوان اللاسلطوية الأفريقية، الذي يجمع تاريخ الحركة اللاسلطوية في أفريقيا ويستمد من الممارسات التقليدية اللاسلطوية للعديد من الشعوب الأصلية في نيجيريا.
أشعل المتظاهرون النار في مراكز الشرطة والمباني الحكومية والبنوك خلال احتجاجات نيجيريا عام 2020، والتي دعت إلى إلغاء الفرقة الخاصة لمكافحة السرقة، وأطلقوا سراح السجناء أيضًا. رد الرئيس محمد بخاري على الحركة بتحذير الشباب النيجيريين من اللاسلطويين الذين يُزعم أنهم يحاولون حرف مسار الاحتجاجات عن سلميتها، وأعلن أن الحكومة الفيدرالية «لن تتسامح مع اللاسلطوية في البلاد».